# Dactylolabis (Dactylolabis) knowltoni
Dactylolabis (Dactylolabis) knowltoni is een tweevleugelige uit de familie steltmuggen (Limoniidae). De soort komt voor in het Nearctisch gebied.